# 南京江宁饿死女童案
南京江宁饿死女童案发生在中华人民共和国江苏省南京市江宁区麒麟街道泉水新村24幢二单元503室，2013年6月21日9时，江宁区公安分局麒麟派出所的民警在走访过程中，发现辖区居民乐燕的两个年幼的女儿饿死于家中，尸体已经风干。

## 家庭背景
乐燕本人为非婚生子女，文盲，幼年与祖父母共同生活，16岁离家流浪。直至案发，21岁的她与女儿皆无户籍、无身份证。
饿死的两名女童，分别是2岁的李梦雪和1岁的李彤（较早报道称李梦红）。长女生父身份不详，次女为乐燕与同居男友李文斌所生。两名女童原主要由李文斌及曾外婆王广红照顾。李文斌在2013年2月因容留吸毒入狱服刑半年，到8月下旬出狱。在此期间，两名女童唯一的监护人母亲乐燕经常吸毒，经常将姐妹俩长期放置家中，很少回家。2013年3月，邻居即已发现乐燕并没有照顾姐妹的日常生活。姐姐李梦雪長期失禁，妹妹李彤明显营养不良。4月17日，李梦雪逃出家门，其惨状为邻居发现。女童曾祖母，李文斌的的祖母丁春秀向警方报案，要求社区将女童送往孤儿院，以免姐妹饿死。但社区以不符合政策规定，加以拒绝。5月17日，李文斌的外婆王广红前来送节令食品乌饭，因门反锁不得进入，最后一次隔着门听到李梦雪的声音。
乐燕最后一次离家，自四月下旬至六月下旬，在附近地区吸毒，时间长达两个月之久，家中仅留少量食物，并将门窗封死。她自称缺乏意志力回家，既不去朋友处取回丢失的钥匙，又不敢找锁匠开门，因为仍拖欠锁匠欠款。但是曾数次向民警领取救济款。事后经调查，乐燕受亲人及社区资助5000元中,3000元用于自己吸毒抽烟，1000元用于自己买衣服，只有1000元用于给孩子身上。

## 司法判决
2013年6月21日下午，乐燕被抓获归案，江宁警方以涉嫌故意杀人对她进行刑事拘留。9月18日，南京市中级人民法院判乐燕犯故意杀人罪，判处无期徒刑。案发时，乐燕已经再度怀孕，因此获得减刑。目前乐燕被监视居住。
2014年12月23日最高人民法院、最高人民检察院、公安部、民政部联合召开新闻发布会，公布了《关于依法处理监护人侵害未成年人权益行为若干问题的意见》。

## 类似事件
- 李思怡事件